# Katharina Cibulka

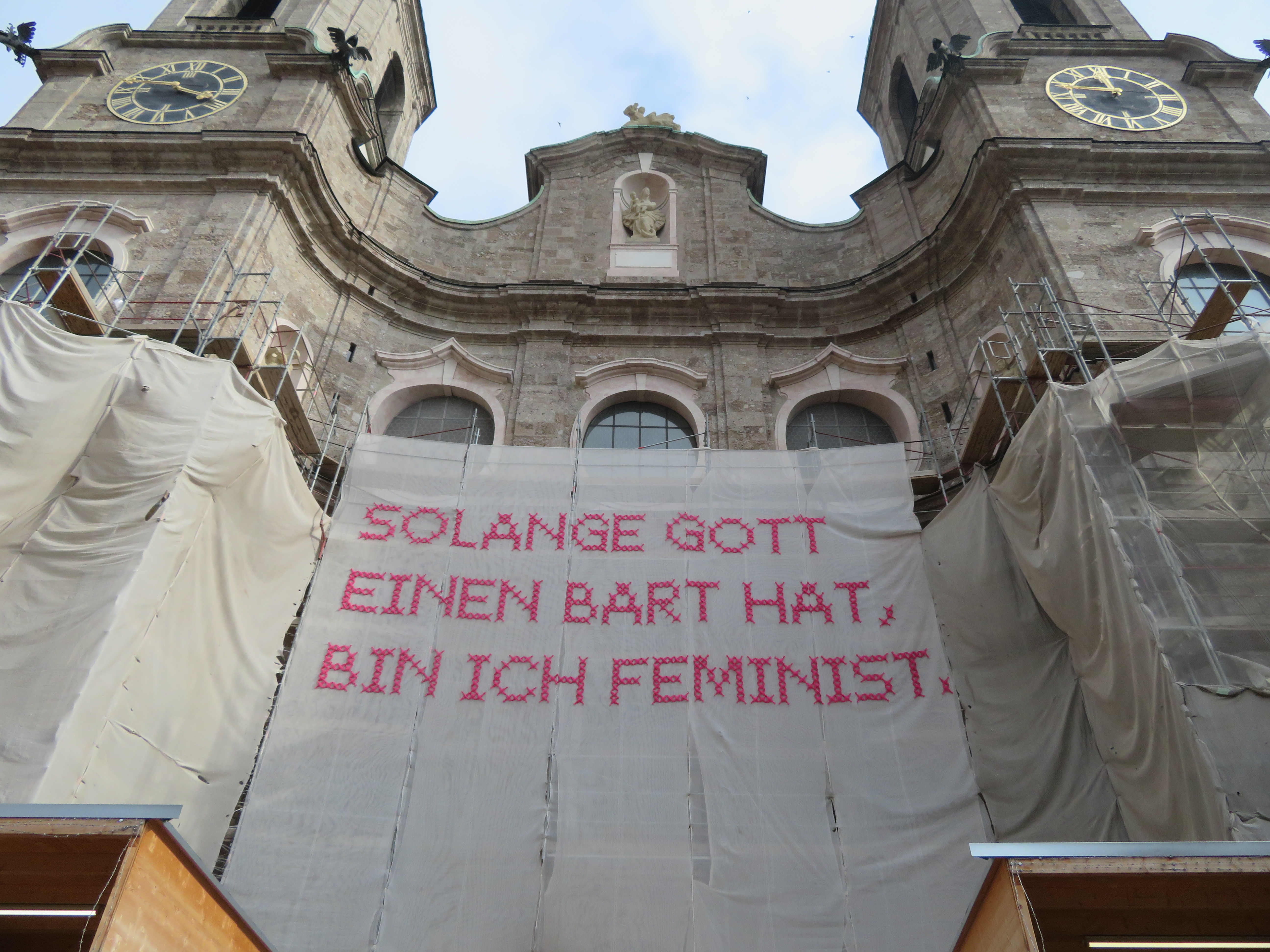
"Solange Gott einen Bart hat, bin ich Feminist" ("Mientras Dios tenga barba, soy feminista"), Catedral de Innsbruck

Katharina Cibulka (Innsbruck, 1975) es una artista feminista austriaca, cineasta y fotógrafa cuyo trabajo aborda la desigualdad de género y las estructuras de poder a través de proyectos de arte público como su serie de instalaciones "SOLANGE" (en alemán, "mientras como"). Para sus instalaciones de SOLANGE, Cibulka cubre andamios en obras de construcción con monumentales mensajes de punto de cruz en tul rosa brillante sobre tela de malla blanca, siguiendo el patrón "Mientras. . . Seré feminista." Al menos 27 instalaciones de SOLANGE han aparecido en al menos 21 ciudades, en países como Austria, Eslovenia, Marruecos, Alemania y Estados Unidos. En 2021, Cibulka recibió el Premio Tirolés de Arte Contemporáneo del Estado de Tirol.

## Educación
Katharina Cibulka nació en Innsbruck, Austria, en 1975.
Cibulka estudió en la Academia de Cine de Nueva York (1999), la Escuela de Fotografía Artística de Viena, fundada por Friedl Kubelka (2000–01), y la Academia de Bellas Artes de Viena (2004–10). En 2010, Cibulka recibió su diploma en artes escénicas de la Academia de Bellas Artes de Viena, luego de presentar el video Getting my name up there.

## Video
El vídeo de Cibulka Getting my name up there está basado en dos películas realizadas en Nueva York, entrevistando a cinco músicos con diez años de diferencia. La película se centra en su desarrollo personal y los cambios en sus objetivos. Otro video, "No dejes huellas", documentó las palabras antes y después de que fueran pintadas en una pared de la sala de exposiciones.
Cibulka tuvo exposiciones individuales en el Ursula Blickle Video Lounge de Kunsthalle Wien en 2006 y en Andechs Galleries en Innsbruck en 201.

## Instalaciones
Cibulka comenzó a desarrollar la serie "SOLANGE" en 2016. Ella eligió intencionalmente colocar una práctica femenina tradicional, el punto de cruz, en un entorno tradicionalmente masculino, un sitio de construcción. Sobre la cubierta protectora de los andamios de las obras, Cibulka escribe mensajes monumentales en punto de cruz utilizando tul rosa sobre malla blanca. Los mensajes siguen el patrón "Siempre que . . . Seré feminista." Los mensajes elegidos para sus obras a menudo se desarrollan a través de discusiones con las comunidades locales.

"Mientras el mercado del arte sea un club de chicos, seré feminista", apareció en la Academia de Bellas Artes de Viena en 2018. La Academia, la alma mater de Cibulka, es la única universidad en Europa o Estados Unidos que ha logrado una proporción equitativa de género en su personal y estudiantes. El mensaje desafió el desequilibrio hacia los artistas masculinos en el mercado internacional del arte identificado por Guerrilla Girls y otros. Han aparecido otros mensajes en al menos 21 ciudades, incluidas las ciudades gemelas de Innsbruck, Austria y Freiburg, Alemania; Landek, Austria; Tuchlauben, Barrio Dorado, Viena; Ljubljana, Eslovenia y Rabat, Marruecos.

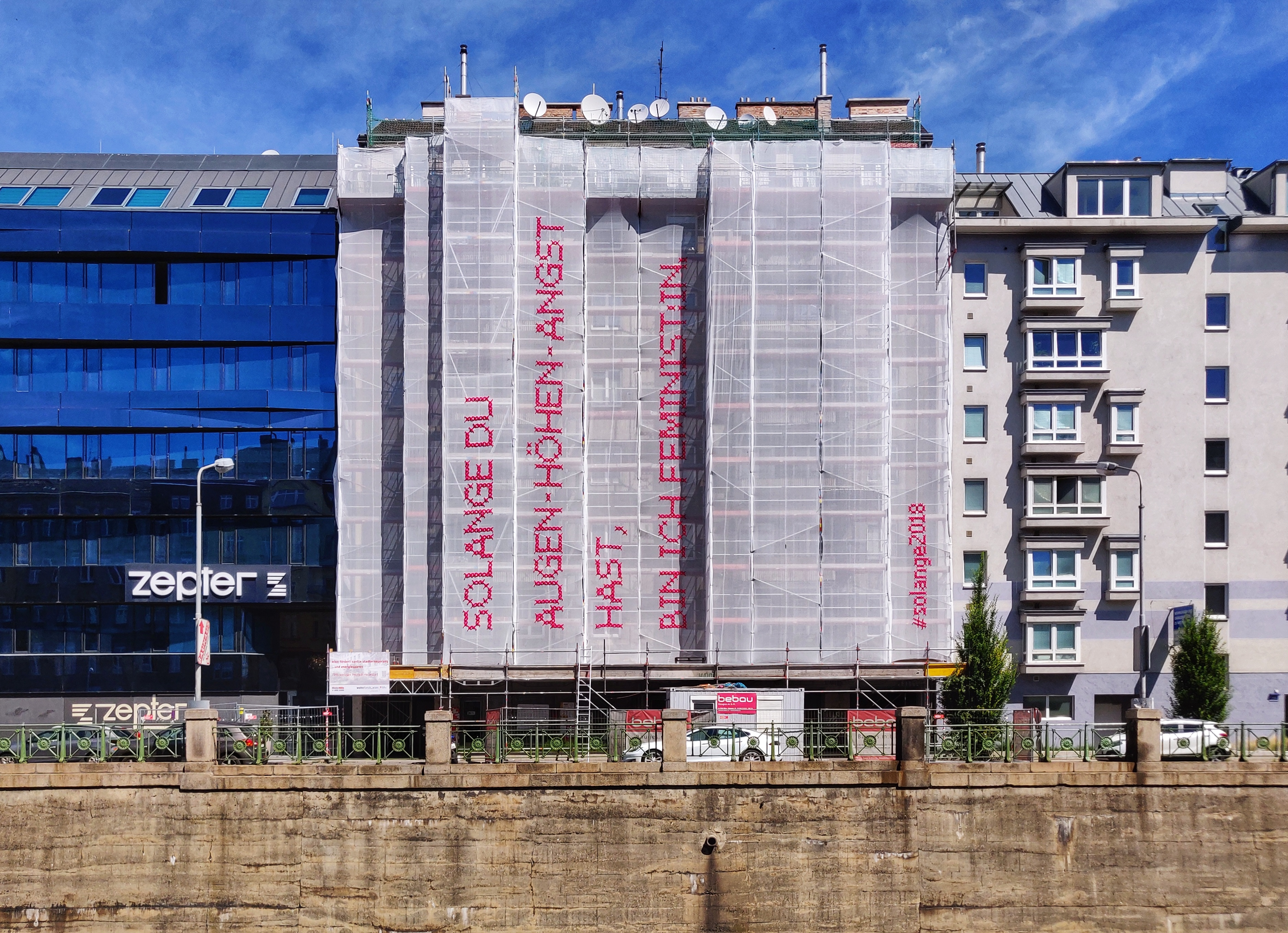
"Mientras tengas miedo de estar a la altura de los ojos, seré feminista", Wohnhausanlage Mollardgasse, Viena, Austria
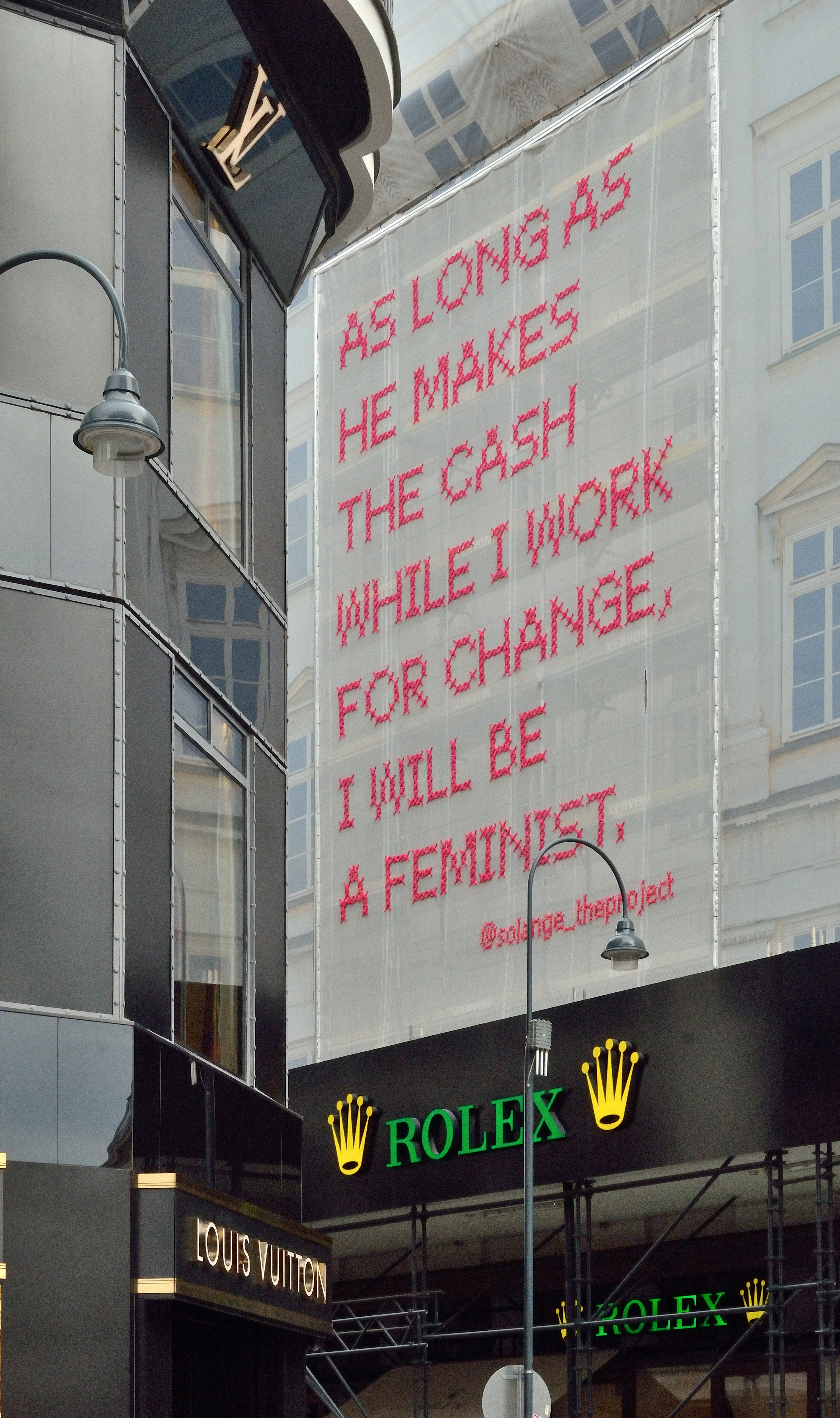
"Mientras él gane dinero mientras yo trabajo por el cambio, seré feminista", Tuchlauben, Viena, Austria
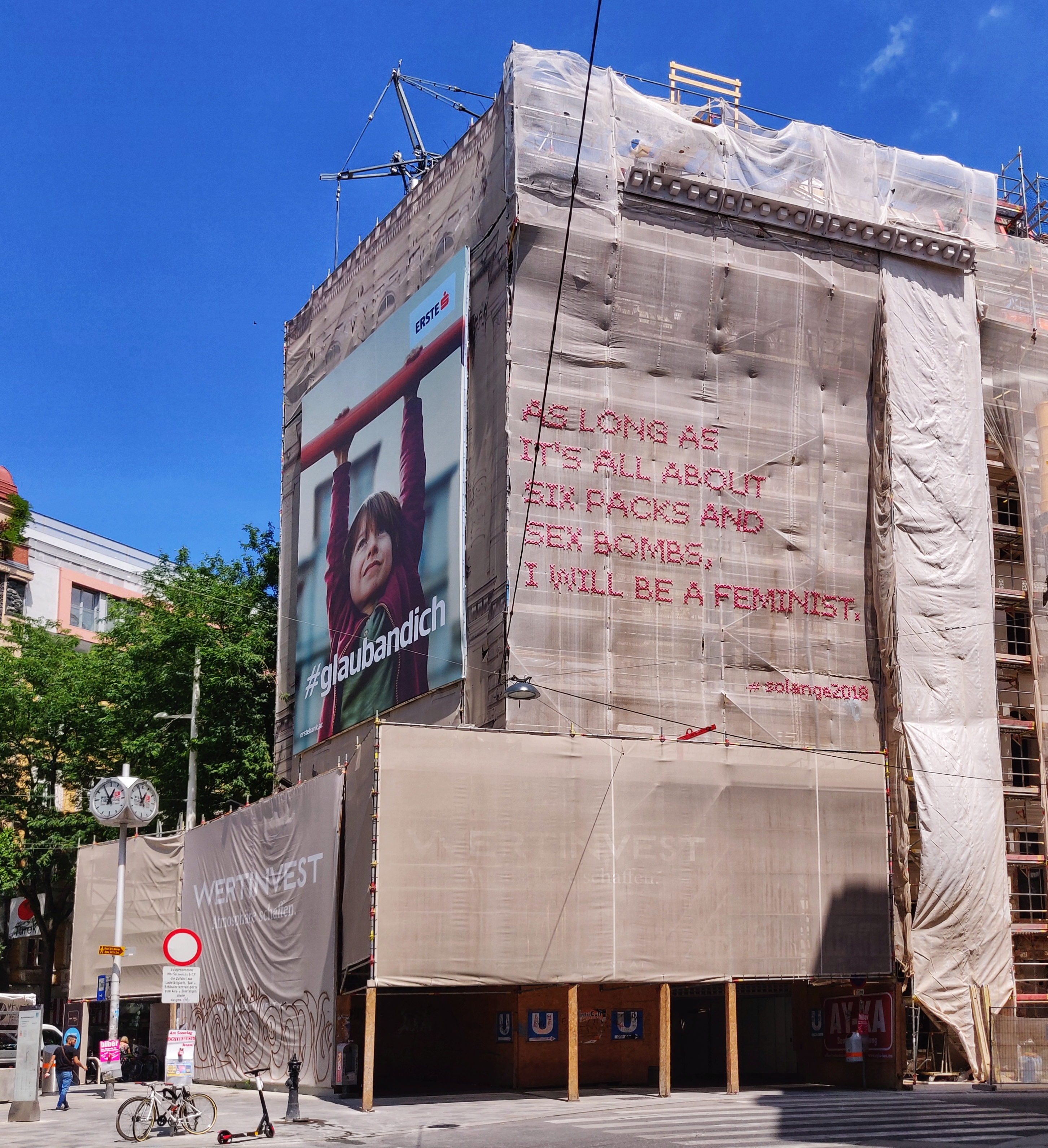
"Mientras se trate de seis paquetes y bombas sexuales, seré feminista", Hotel Kummer, Mariahilf, Viena.
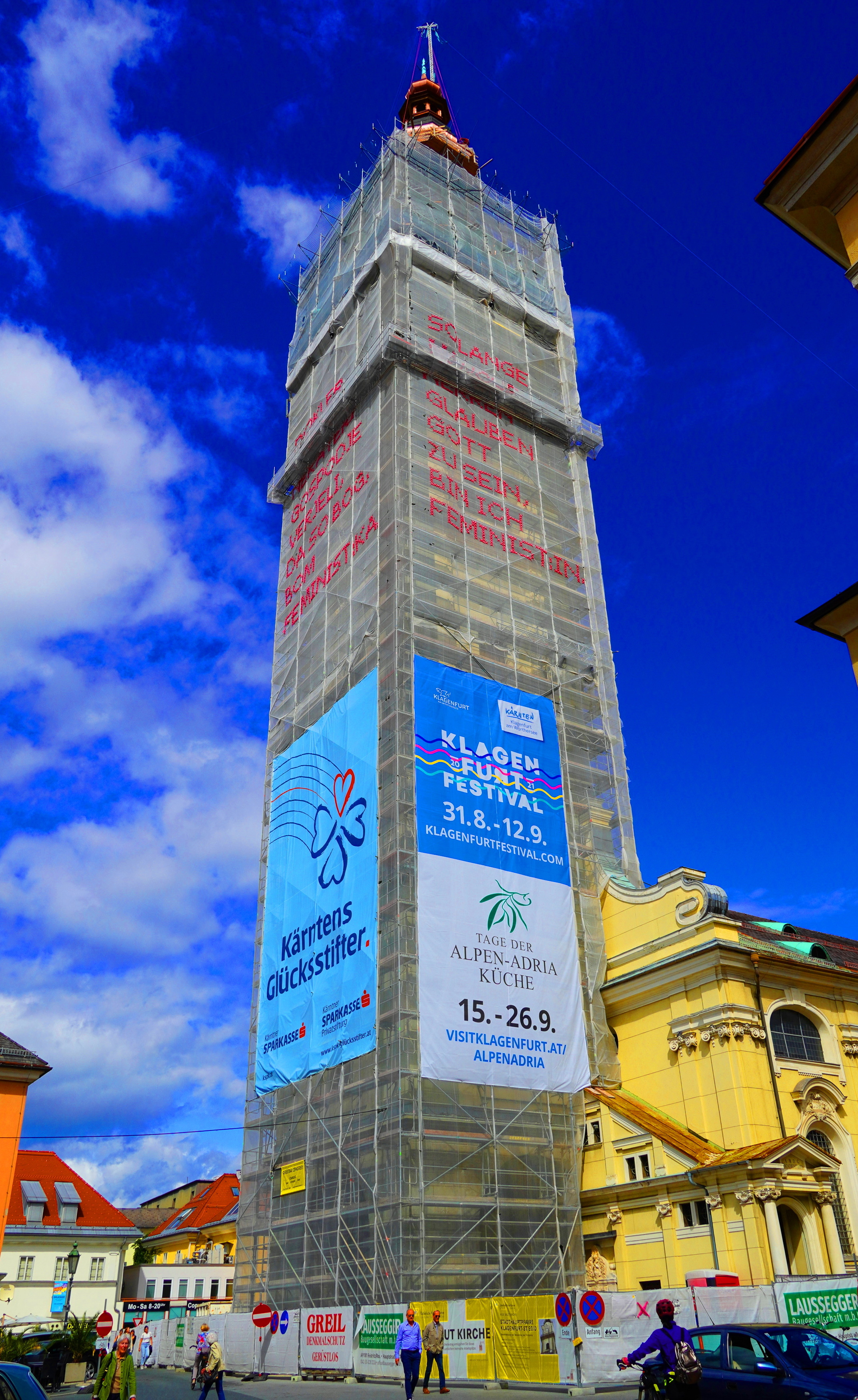
"Mientras algunos hombres crean que son Dios, seré feminista", Iglesia de St. Egid, Klagenfurt am Wörthersee, Austria

El 4 de mayo de 2021, el mensaje "Mientras la esperanza que difundimos sea más fuerte que el miedo que enfrentamos, seré feminista" en Ljubljana, la capital de Eslovenia, fue parcialmente destruido por vándalos. La obra había sido instalada en Cukrarna, una antigua refinería de azúcar convertida en galería de arte. Fue parte de una exposición más grande de dieciséis artistas, "When Gesture Becomes Event", que se inauguró el 30 de abril de 2021. Después de la destrucción, quedaron las palabras "Esperanza... miedo... nos enfrentamos". La Galería de Arte de la Ciudad de Ljubljana solicitó que la obra dañada continúe mostrándose "como un espejo para todos nosotros, recordándonos hacia dónde nos dirigimos como sociedad y cuánto miedo todavía está presente entre nosotros".
La primera instalación de Cibulka en los Estados Unidos, parte de la serie SOLANGE, cubre la fachada norte del Museo Nacional de Mujeres en las Artes en Washington D. C. Lleva el mensaje (en inglés) "Mientras a medida que las generaciones cambien pero nuestras luchas sigan siendo las mismas, seré feminista". Cibulka siguió a Miss Chelove como una de varias mujeres artistas que fueron elegidas para presentar obras monumentales en la serie de instalaciones Mirador del Museo Nacional de Mujeres en las Artes mientras se renueva el museo.
Cibulka es miembro de la Junta Directiva de la Asociación de Artistas Tiroleses (Tiroler Künstlerschaft).

## Exposiciones
Las obras de Cibulka se han incluido en exposiciones y festivales de cine como la Neue Galerie, Innsbruck; Fotogalerie Wien, Viena; Galería St. Claude, Nueva Orleans Galería Glucksman, Cork; Galería Golden Thread, Belfast; Kunstverein, Bonn; y Künstlerhaus, Viena.

## Premios
Los premios recibidos incluyen:
- 2021, Premio Tirolés de Arte Contemporáneo, Estado del Tirol[6]
- 2020, Beca de arte de la ciudad de Innsbruck[30]